# Джобадзе, Вахтанг
Вахтанг Джобадзе (груз. ვახტანგ ჯობაძე; англ. Wachtang Djobadze; 8 марта 1917 года — 10 февраля 2007 года, Карлсбад) — американский искусствовед грузинского происхождения, исследователь средневековой грузинской архитектуры и исторических памятников.

## Биография
В 1940 году, во время Второй мировой войны, он попал в плен и остался в Германии. Учился в университетах Геттингена и Фрайбурга. Он жил в США с 1950 года и работал в университетах Юты и Калифорнии (Cal State LA).
Скончался 10 февраля 2007 года в Карлсбаде, Калифорния. Его похоронили на родине, в Тбилиси, Грузия.

## Исследования
Одним из заметных достижений Джобадзе стала возможность посещения им Турции, где он исследовал и описывал развалины средневековых грузинских церквей и монастырей в историческом регионе Тао-Кларджети и Антиохии. Его обширные исследования привели к публикации нескольких важных работ, включая:
- (en)Wachtang Djobadze. Materials for the study of Georgian monasteries in the western environs of Antioch on the Orontes. — Louvain: Secrétariat du CorpusSCO, 1976. — Т. 372. — 114 с. — (Corpus scriptorum christianorum orientalium). — ISBN 978-2-8017-0031-0.
- (en)Wachtang Djobadze. Archaeological investigations in the region West of Antioch on-the-Orontes. — Stuttgart: F. Steiner Verl. Wiesbaden, 1986. — Т. 13. — (Forschungen zur Kunstgeschichte und christlichen Archäologie). — ISBN 978-3-515-04081-5.
- (en)Wachtang Djobadze. Early medieval Georgian monasteries in historic Tao, Klarjet`i, and Savset`i. — Stuttgart: F. Steiner, 1992. — Т. 17. — (Forschungen zur Kunstgeschichte und christlichen Archäologie). — ISBN 978-3-515-05624-3.

В 1981 году обнаружил руины средневекового грузинского монастыря Гиалия на Кипре.